# Рудич, Михаил Антонович
Михаил Антонович Рудич (1 [14] октября 1908, Елисаветград, Херсонская губерния — 18 ноября 1998, Запорожье) — советский партийный и государственный деятель, 1-й секретарь Запорожского городского комитета КПУ, секретарь Львовского обкома КП(б)У. Член Ревизионной Комиссии КПУ в сентябре 1952 — феврале 1960 года.

## Биография
Член ВКП(б) с 1928 года.
В 1928 году поступил и в апреле 1932 года окончил Днепропетровский металлургический институт, отделение доменного производства, инженер-металлург доменщик.
По окончании института направлен на Криворожский металлургический завод: с апреля 1932 по апрель 1934 года — инженер доменного цеха. В апреле-ноябре 1934 года — красноармеец 3-го артиллерийского полка 3-й Криворожской дивизии. С ноября 1934 по октябрь 1938 года — начальник смены, начальник отдела технического контроля Криворожского металлургического завода, с октября 1938 по апрель 1939 года — секретарь парткома завода. С апреля 1939 по март 1940 года — 1-й секретарь Дзержинского райкома КП(б)У в Кривом Роге.
Находился на ответственной партийной работе.
В 1940 году — феврале 1941 года — 1-й секретарь Красноармейского районного комитета КП(б)У города Львова.
С февраля по 11 апреля 1941 года — 3-й секретарь Львовского городского комитета КП(б)У.
В апреле — июне 1941 года — секретарь Львовского областного комитета КП(б)У по промышленности.
С 1941 года в Красной армии. Участник Великой Отечественной войны. Служил комиссаром полевого строительства — начальником Политического отдела армейского полевого строительного управления № 38. Затем учился в школе партизанского движения и в марте 1943 года направлен в немецкий тыл в леса Черниговской области для организации партизанских отрядов. В июле 1943 года — марте 1944 года — командир соединения партизанских отрядов имени Боженко, которое оперировало на Полесье и на территории Ровенской и Волынской областей.
В 1944 — январе 1945 года — 3-й секретарь Львовского городского комитета КП(б)У.
В январе 1945 — 1946 году — 1-й секретарь Железнодорожного районного комитета КП(б)У города Львова.
В 1946—1947 годах — секретарь Львовского областного комитета КП(б)У по кадрам.
С 1947 года — заведующий металлургического отдела Запорожского областного комитета КП(б)У.
В 1950—1957 годах — 1-й секретарь Запорожского городского комитета КП(б)У-КПУ.
С 1957 года — заместитель председателя Совета народного хозяйства (совнархоза) Запорожского экономического административного района.
Потом — на пенсии в городе Запорожье.

## Награды
- Орден «Знак Почёта» (2.12.1947);
- орден Отечественной войны 2-й степени (6.04.1985);
- орден Красной Звезды (1944);
- медаль «За трудовое отличие» (21.02.1942);
- ордена и медали.